# Koło (województwo łódzkie)
Koło – wieś w Polsce położona w województwie łódzkim, w powiecie piotrkowskim, w gminie Sulejów. Wieś znajduje się w granicach Sulejowskiego Parku Krajobrazowego. 
Wieś duchowna, własność opactwa cystersów w Sulejowie położona była w końcu XVI wieku w powiecie piotrkowskim województwa sieradzkiego.
W latach 1975–1998 miejscowość administracyjnie należała do województwa piotrkowskiego.